# Анзак-Вілледж (Нью-Мексико)
Анзак-Вілледж (англ. Anzac Village) — переписна місцевість (CDP) в США, в окрузі Сібола штату Нью-Мексико. Населення — 67 осіб (2020).

## Географія
Анзак-Вілледж розташований за координатами 35°3′41″ пн. ш. 107°44′44″ зх. д. / 35.06139° пн. ш. 107.74556° зх. д. (35.061264, -107.745515).  За даними Бюро перепису населення США в 2010 році переписна місцевість мала площу 1,44 км², уся площа — суходіл.

## Демографія
Згідно з переписом 2010 року, у переписній місцевості мешкали 54 особи в 17 домогосподарствах у складі 13 родин. Густота населення становила 37 осіб/км².  Було 22 помешкання (15/км²).
Расовий склад населення:
| - 96,3 % — корінних американців - 1,9 % — білих - 1,9 % — осіб інших рас |

До двох чи більше рас належало 0,0 %. Частка іспаномовних становила 3,7 % від усіх жителів.
За віковим діапазоном населення розподілялося таким чином: 11,1 % — особи молодші 18 років, 75,9 % — особи у віці 18—64 років, 13,0 % — особи у віці 65 років та старші. Медіана віку мешканця становила 45,5 року. На 100 осіб жіночої статі у переписній місцевості припадало 80,0 чоловіків;  на 100 жінок у віці від 18 років та старших — 77,8 чоловіків також старших 18 років.
Середній дохід на одне домашнє господарство  становив 95 026 доларів США (медіана — 86 705), а середній дохід на одну сім'ю — 95 026 доларів (медіана — 86 705). 
Цивільне працевлаштоване населення становило 83 особи. Основні галузі зайнятості: освіта, охорона здоров'я та соціальна допомога — 65,1 %, публічна адміністрація — 14,5 %, науковці, спеціалісти, менеджери — 12,0 %.